# Мата, Рэйчел
Рэйчел Мата Эссаяг (род. 1949, Каракас) — венесуэльский профессор и исследовательница, натурализованная мексиканка.

## Биография
В 1972 году Мата получила степень бакалавра фармевтики в Центральном университете Венесуэлы в Каракасе, позднее — магистрскую и докторскую степень в Университете Пердью в США. С 2015 года она почётный исследователь Национальной исследовательской системы.
В 2020 году Мата стала первой латиноамериканкой, получившей награду за выдающиеся достижения в области ботанических исследований — Премию Нормана Фарнсворта, присуждаемую Американским ботаническим советом (ABC).
В 2022 году она получила Премию ЮНЕСКО L’Oréal для женщин в науке после того, как возглавила исследовательскую группу, занимающуюся биоразведкой природных ресурсов Мексики.
Мата замужем за Хуаном Мануэлем Эспиндолой, у них двое детей: Моника и Хуан Эспиндола Мата.

## Награды
- 1998, почетный выпускник Университета Пердью
- 2000, Национальная университетская премия, преподавание естественных наук.
- 2002, Премия Мартина де ла Круса
- 2013, Национальная химическая премия Андреса Мануэля дель Рио от Химического общества Мексики
- 2022, Премия Нормана Фарнсворта[3].
- 2022, Премия ЮНЕСКО L’Oréal Для женщин в науке[4].